# Serafín María de Soto

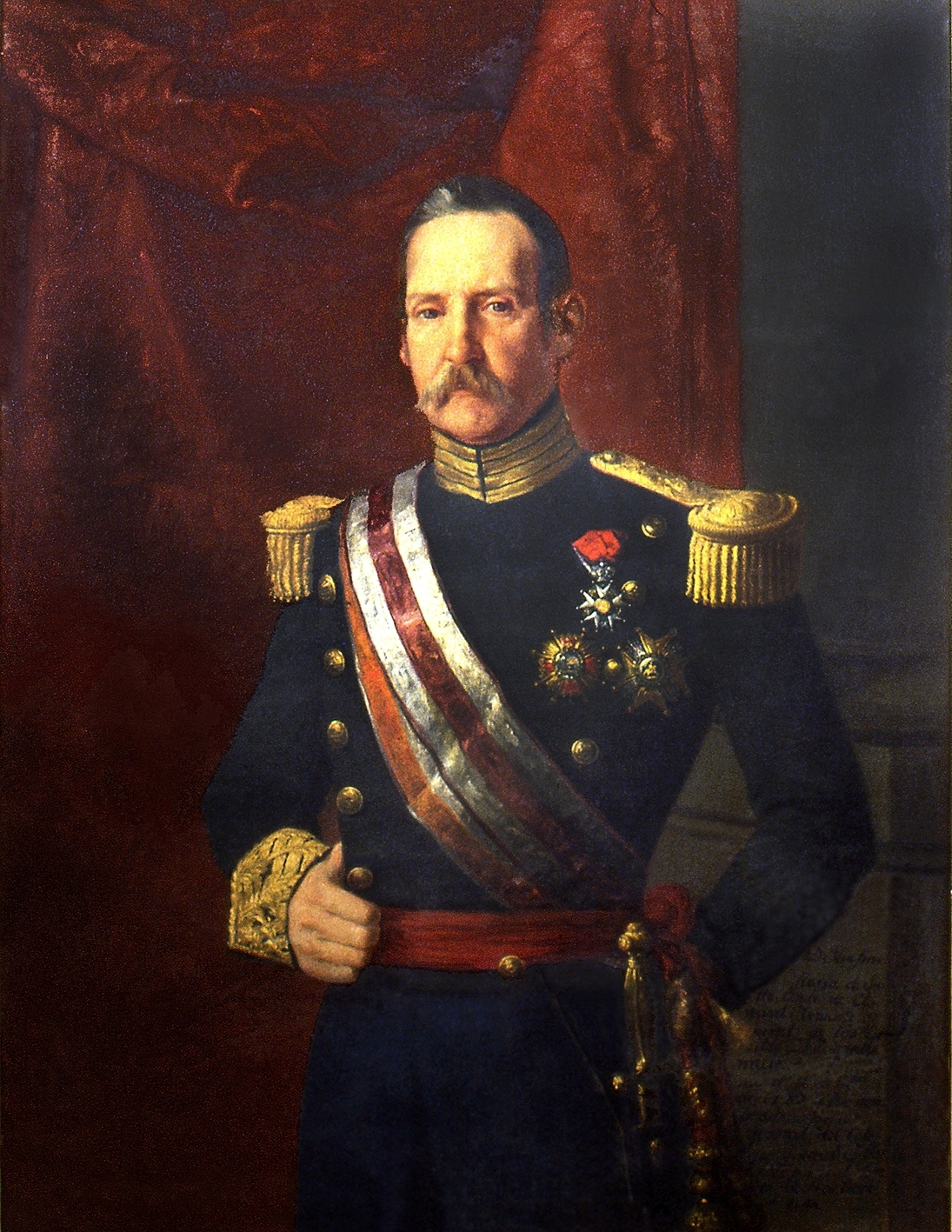
Serafín María de Soto.

Serafín María de Sutton (de Sotto of de Soto) y Abbach Langton Casaviella, graaf van Clonard, markgraaf van Granada (Barcelona, 12 oktober 1792 - Madrid, 23 februari 1862) was een Spaans luitenant-generaal, militair historicus, politicus en eerste minister.

## =Familie en militaire loopbaan
Hij was de zoon van een uit Ierland stammende veldmaarschalk en een Italiaanse markgravin.
Op een leeftijd van bijna twaalf jaar trad hij op 21 april 1804 als cadet toe tot een Koninklijk Garderegiment. Op 11 oktober 1805 werd hij toegelaten tot het derde bataljon van het Regiment in het garnizoen van Barcelona. Als deelnemer aan de Spaanse Onafhankelijkheidsoorlog van 1808-1813 stond hij vaak onder het bevel van zijn vader, die toen nog veldmaarschalk was. Tijdens de Eerste Carlistenoorlog werd hij in 1836 als ondersteuner van regentes Maria Christina zelf tot veldmaarschalk bevorderd.

### Heerschappij van koninginIsabella II, premierschap en laatste levensjaren
Van 14 april 1840 tot 19 juli 1840 was de Soto minister van Oorlog in de regering van Evaristo Pérez de Castro.
Toen regentes Maria Christina na een revolutie op 10 oktober 1840 werd afgezet en generaal Baldomero Espartero de nieuwe regent werd, ging hij in ballingschap naar Frankrijk. Nadat Espartero in 1843 werd afgezet en koningin Isabella II meerderjarig werd verklaard, keerde hij in 1844 terug naar Spanje en werd kort daarna de directeur van het Militair College van Toledo. In 1846 werd hij bevorderd tot luitenant-generaal en op 16 december 1846 werd hij wegens zijn politieke verdienste benoemd tot senator voor het leven.
Als vertegenwoordiger van de conservatieve vleugel van de Partido Moderado werd hij op 19 oktober 1849 door koningin Isabella II benoemd tot eerste minister in plaats van de ontslagen Ramón María Narváez y Campos en dit via de invloed van prins-gemaal Frans van Assisi van Bourbon en bisschop van Toledo en kardinaal Juan José Bonel y Orbe. Hij combineerde dit met het ministerschap van Oorlog.
De Soto mocht echter zijn ministers niet zelf kiezen en de regering onder zijn leiding bevatte veel ultraconservatieven. Dit zorgde voor oppositie van de Partido Progresista en de koningin veranderde van mening. De Soto werd op 20 oktober 1849 ontslagen en Narváez werd opnieuw eerste minister. Hiermee was hij een van de Spaanse premiers die het kortst in functie waren.
Vervolgens werd hij naar de kazerne van Jaén gestuurd en kort daarop werd hij opnieuw directeur van het Militair College van Toledo. Hierdoor werd hij in feite ver weg van de openbare politiek gehouden. Toch kreeg hij het bevel om de Koninklijke Commissie op te bouwen, de bron van de Spaanse geheime dienst en spionageafweer.
In 1853 werd hij vervolgens vicepresident van de militaire en marine-afdeling van de Kroonraad en van 1854 tot 1858 was hij er de voorzitter van.

### Militair historicus
Op basis van zijn langjarige militaire ervaringen was de Soto ook actief als militair historicus en schreef meerdere vakboeken over militaire geschiedenis.

### Onderscheidingen
Voor zijn militaire en politieke bezigheden kreeg hij verschillende onderscheidingen waaronder het grootkruis van de Orde van Sint-Hermenegildus en het grootkruis van de Orde van Isabella de Katholieke. Ook was hij ridder in het Franse Legioen van Eer.
- Biblioteca Nacional de España: XX1646539
- Gemeinsame Normdatei: 1053494114
- International Standard Name Identifier: 0000 0003 5758 3940
- Système universitaire de documentation: 147515246
- Virtual International Authority File: 200167209
- WorldCat: E39PBJpjfYVv83wdXtTv9yMByd